# Coen Schilt

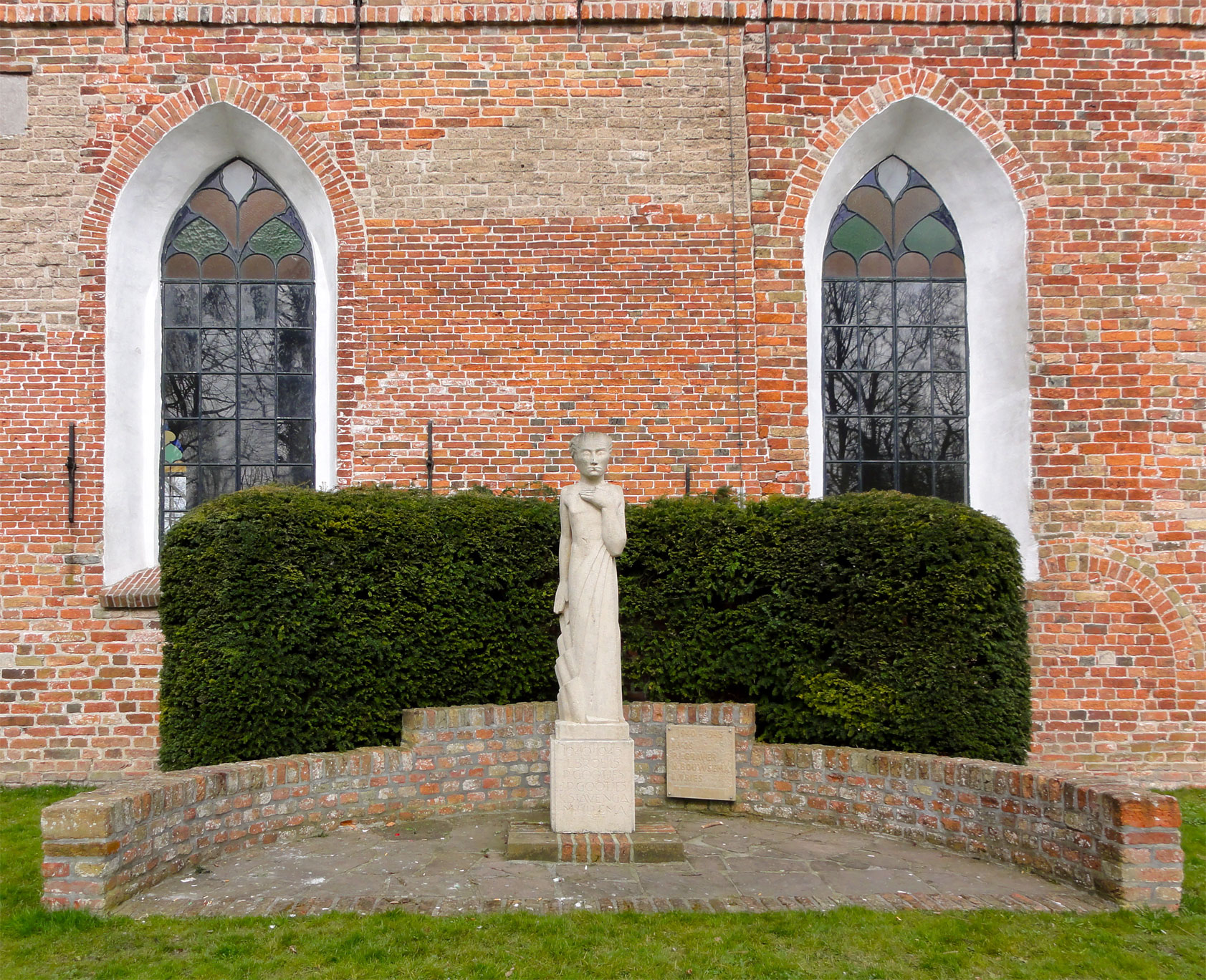
Het verzetsmonument bij de Sint-Laurentiuskerk van Baflo (ontworpen door Coen Schilt in 1946)

Coenraad (Coen) Schilt (Groningen, 21 oktober 1907 - aldaar, 5 april 1990) was een Nederlandse beeldhouwer en schilder.

## Leven en werk
Schilt volgde lessen aan Academie Minerva in Groningen, waar hij een leerling was van onder anderen Willem Valk en A.W. Kort. Hij rondde zijn opleiding af in 1935 en ging schilderen en beeldhouwen. Hij schilderde vooral mysterieuze figuren, waaronder gestileerde vrouwen die de ruimte in staren. Hij maakte als beeldhouwer een tweetal oorlogsmonumenten: het Verzetsmonument Baflo (1946) en het Verzetsmonument Vries (1951).
In 1950 maakte Schilt met de Ploegkunstenaars Ekke Kleima, Jan Jordens, Jan Altink en Jan van der Zee deel uit van de schilders die Het Narrenschip oprichtten. Jordens was de "schipper", Schilt de "schrijver" en Van der Zee de "penningmeester". Later sloot onder anderen Wobbe Alkema zich hierbij aan. De groep had een voorkeur voor moderne kunst, maar geen heldere uitgangspunten. De kunstenaarsgroep hield in 1957 op te bestaan.
Van 1954 tot 1973 was Schilt leraar aan de kweekschool voor kleuterleidsters en werkte hij als vormgever voor scheepswerven in Groningen en Delfzijl. In 1973 pakte hij de beeldende kunst weer op.
- Biografisch Portaal: 95585541
- RKD-Nederlands Instituut voor Kunstgeschiedenis: 70524